# 聖三一教堂 (科芬特里)
聖三一教堂（英語：Holy Trinity Church, Coventry）是英格蘭西米德蘭茲城市科芬特里的一座英國國教會的教區教堂。聖三一教堂的歷史起源於12世紀，是科芬特里現在唯一的一座中世紀教堂，長59米，高72米。聖三一教堂被列入英國一級保護建築。